# Savannah, Tennessee
Savannah är administrativ huvudort i Hardin County i Tennessee. Orten har fått sitt namn efter Savannah i Georgia. Savannah hade 6 982 invånare enligt 2010 års folkräkning.

## Kända personer från Savannah
- Elizabeth Patterson, skådespelare